# NGC 5103
NGC 5103 (również PGC 46552 lub UGC 8388) – galaktyka spiralna (S?), znajdująca się w gwiazdozbiorze Psów Gończych. Odkrył ją William Herschel 9 kwietnia 1787 roku.